# Metodo comparativo
In linguistica, il metodo comparativo è il procedimento di analisi e di ricostruzione delle lingue attraverso l'accostamento e il confronto di vari elementi, sia all'interno di un medesimo idioma sia tra idiomi differenti. In linguistica storica, il metodo comparativo è una tecnica applicata dai linguisti per dimostrare le relazioni genetiche tra le lingue, mentre in linguistica comparativa è uno strumento volto a determinare la regolarità (o la sua assenza) di determinati fenomeni evolutivi all'interno di uno stesso idioma.
Il metodo comparativo ha avuto particolare rilievo nel campo dell'indoeuropeistica, ossia la scienza che mira alla ricostruzione dell'estinta e preistorica lingua protoindoeuropea a partire dalle sue eredi storiche. Introdotto sistematicamente da Franz Bopp e da Rasmus Rask negli anni Dieci del XIX secolo, il metodo ha consentito, attraverso la comparazione fonetica, lessicale e grammaticale delle lingue indoeuropee, una ricostruzione approssimativa della lingua indoeuropea, divenendo il cardine della linguistica storico-comparativa.
All'interno di una singola lingua, il metodo consiste nel raffrontare sistematicamente vari elementi simili all'interno di un idioma, per determinarne le regolarità e, di conseguenza, le leggi di evoluzione. Un esempio di questo genere di applicazione è la Legge di Grimm, che descrive l'evoluzione dal protoindoeuropeo al protogermanico delle consonanti occlusive.